# Voleibol nos Jogos Mundiais Militares de 2015
As competições de voleibol nos Jogos Mundiais Militares de 2015 foram disputadas entre 3 e 10 de outubro na sediado na cidade sul-coreana de Mungyeong, da província de Gyeongsang do Norte cujas partidas ocorreram no GimCheon Gymnasium e no Gimcheon Badminton Stadium.

## Calendário
| Julho    | 3 | 4 | 5 | 6 | 7 | 8 | 9 | 10 |
| -------- | - | - | - | - | - | - | - | -- |
| Voleibol |   |   |   |   |   |   |   | •  |

|  | Dia de competição |  | Dia de final |

## Eventos
Ao todo, os eventos de voleibol distribuirão seis medalhas, três por evento:
- Masculino (10 equipes)
- Feminino (5 equipes)

## Medalhistas
| Evento             | Ouro | Prata | Bronze |
| Masculino detalhes | Brasil · Raphael (Vinhedo) · Lucas Provenzano · Raphael Thiago · Edson Cândido · Richardson Moreira · Thiago Gelinski · Aureliano da Silva · Renato dos Santos · Vinícius Siqueira · Paulo Ferreira · Alexander Marczewski · Thiago Zambelli | Egito · Abdalla Bekhit · Abdelhalim Abou · Ahmed Abdelhay · Mamdouh Abdelrehim · Mohamed Thakil · Mohamed Masoud · Omar Hassan · Hossam Abdalla · Mohamed Badawy · Ahmed Elkotb · Mohamed Moawad · Mahmoud Raouf | Coreia do Sul Yeong Ho Jeong Jun Chan An Hyo Dong Lee Jae Hak Gong Sung Chul Cho Sung Min Jung Jeong Hwan Kim Min Jo Keun Ho Cho Jae Young Jo Do Hyeon Gu Yung Suk Shin                                               |
| Feminino detalhes  | Brasil · Regiane Bidias · Ana Cristina Porto · Natasha Farinéa · Valeska Menezes · Veridiana Fonseca · Cláudia Bueno · Priscila Heldes · Bruna Honório · Michelle Pavão · Renata Colombo                                                     | China · Wang Yunlu · Linfen Zhu · Yanhan Liu · Yang Junjing · Shen Jing Si · Linlin Fan · Zuo Ting · Yuan Xinyue · Qi Lin · Wang Qi · Wang Yan · Huang Liuyan                                                    | Vietname · Trần Thị Thảo · Âu Hồng Nhung · Nguyễn Thị Thanh Hương · Trần Thu Trang · Vũ Thị Thu Hà · Phạm Thị Yến · Đỗ Thị Minh · Nguyễn Linh Chi · Vương Thị Mai · Trần Tôn Nữ Ly Linh · Bùi Thị Ngà · Phạm Thị Liên |

## Quadro de Medalhas
| Ordem | País          | Medalha de ouro | Medalha de prata | Medalha de bronze | Total |
| ----- | ------------- | --------------- | ---------------- | ----------------- | ----- |
| 1     | Brasil        | 2               |                  |                   | 2     |
| 2     | Egito         |                 | 1                |                   | 1     |
| 2     | China         |                 | 1                |                   | 1     |
| 3     | Vietname      |                 |                  | 1                 | 1     |
| 3     | Coreia do Sul |                 |                  | 1                 | 1     |